# Altbausanierung

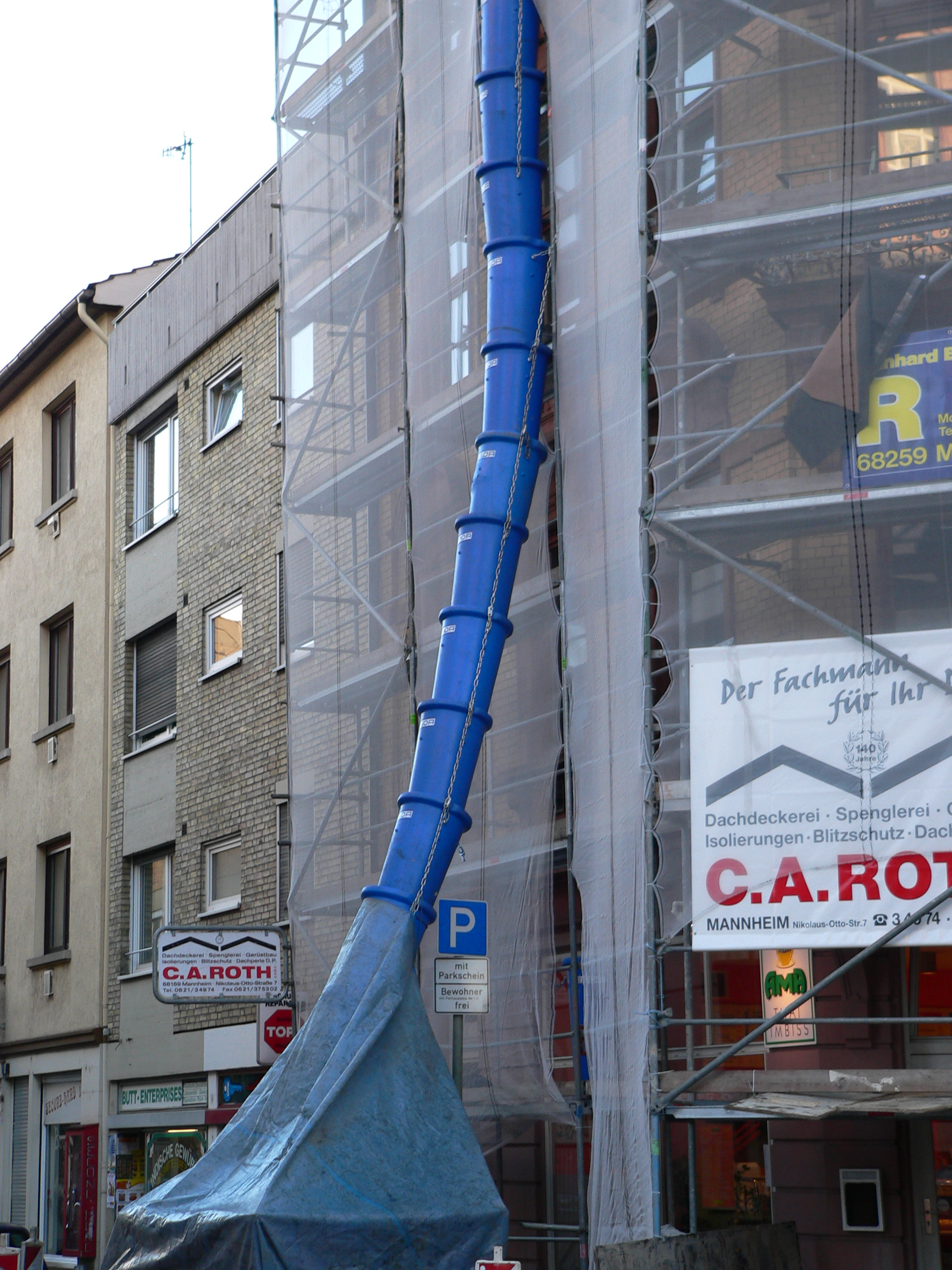
Bei der Altbausanierung erfolgt der Abtransport des Bauschutts oft mittels einer Rutsche.

Der Begriff Altbausanierung beschreibt die Sanierung eines Altbaus. Neben der Gebäudetechnik kann das sowohl die Statik der Bauteile als auch die Grundrissdisposition und die äußere Hülle betreffen.
Nach dem Zweiten Weltkrieg war das Baugeschehen in Deutschland zunächst von Wiederaufbauten geprägt, wobei die Substanz der bis 1945 beschädigten Gebäude verwendet wurde. Gleichzeitig entstanden Neubauten, auch Großwohnsiedlungen in den Außenbereichen der Städte. Ab den 1960er Jahren setzten Politik und Bauindustrie mit der Flächensanierung auf den Abriss von Altbauvierteln ohne Rücksicht auf historische Stadtstrukturen.
Seit den 1970er Jahren nahm der Widerstand gegen diesen „Kahlschlag“ stetig zu und nachdem sich in den 1980ern die Behutsame Stadterneuerung durchgesetzt hatte, macht die Altbausanierung heute mehr als die Hälfte des gesamten Bauvolumens aus (so genanntes Bauen im Bestand). Durch die Wiedervereinigung gelang es auch, große Altbaubestände in Ost-Berlin und der ehemaligen DDR zu sanieren und zu bewahren.
Schrittmacher in der Stadterneuerung war die Internationale Bauausstellung 1984/87 (IBA) mit dem Leiter der „Altbau-IBA“, Hardt-Waltherr Hämer.
Die nach dem Zweiten Weltkrieg errichtete Bausubstanz hat oft und relativ schnell Mängel; Bauten aus der Zeit vor 1945 sind zwar aufgrund ihres hohen Alters sanierungsbedürftig und die Bewohner stellen höhere Ansprüche an die Haustechnik. Es gibt durch die höheren Anforderungen in Sachen Hygiene, Feuchte- und Wärmeschutz auch veränderte Nutzungen der Wohnflächen. 
Der durchschnittliche Wohnflächenbedarf pro Kopf der Bevölkerung hat im Laufe der letzten 100 Jahre stark zugenommen.
In anderen Ländern Europas ist die Bausubstanz durchschnittlich älter als in Deutschland; dort sind Sanierungsmaßnahmen somit ebenfalls unausweichlich.
Altbausanierung kann ökonomisch und ökologisch sinnvoll sein: zum einen, weil die Alternative (Abriss und Neubau) oft teurer bzw. zeitaufwändig ist; zum anderen, weil Ressourcen geschont werden.

## Begriffsabgrenzung
Altbausanierung betrifft allgemein den Gebäudebestand, also auch solchen, der aus denkmalpflegerischer Sicht nicht schützenswert ist. Die Begriffe Konservierung und Restaurierung sind dem Denkmalschutz zuzuordnen. Eine Altbausanierung bedingt aufgrund umfangreicher Baumaßnahmen an und in allen Gebäudeteilen in der Regel den (vorübergehenden) Auszug der Nutzer. Ein wichtiges Kriterium zur Frage der Wirtschaftlichkeit einer Altbausanierung stellt der Bestandsschutz – auch baurechtlich heute unzulässiger Bauweisen – dar.

## Umfang
Wegen der umfassenden Zielsetzung erstrecken sich die Arbeiten meist auf viele verschiedene Gewerke wie Fassadenbau (besonders Wärmedämmung), Putzerarbeiten, Mauerwerks- und Betoninstandsetzung, Trockenlegung, Zimmererarbeiten, Dachdeckerarbeiten, Klempnerarbeiten, Installateurarbeiten, Fliesenlegerarbeiten, Elektroinstallationsarbeiten, Fenstersanierung, Fensterbau, Innenausbau, Malerarbeiten.
Aufgrund der vielfältigen und umfangreichen Maßnahmen bedürfen die Arbeiten der Koordinierung; es empfiehlt sich, deren Ablauf zu überwachen.

## Umweltschutz
Zunehmend hat die Altbausanierung das Ziel, den Heizwärmebedarf zu reduzieren: zur Senkung des CO2- Ausstoßes und zum Sparen von Heizkosten. Die bei der Gebäudesanierung übliche Fassadendämmung stößt bei Altbauten jedoch an ihre Grenzen, wenn die Maßnahmen einen „unangemessenen Aufwand“ darstellen oder wenn die Fassaden bzw. die Gebäude unter Denkmalschutz stehen; nach geltenden Denkmalschutzbestimmungen darf hier grundsätzlich keine Wärmedämmung auf der Fassade aufgebracht werden, sondern sie kann – wiederum unter Beachtung hierfür geltender Denkmalschutzbestimmungen – als Innendämmung erfolgen. Für Gebäude, die unter Denkmalschutz stehen, gilt die Energieeinsparverordnung gemäß § 24 EnEV nicht. Ein weiteres Augenmerk liegt auf der Gesamtenergiebilanz von Baustoffen (umweltschonend in Produktion und Verarbeitung am Bau, später trennbar, wiedernutzbar, recyclebar oder unbedenklich abbaubar). Gemäß § 25 EnEV und § 5 Energieeinsparungsgesetz sind in der Altbausanierung Befreiungen von der EnEV möglich, wenn der Aufwand „unangemessen“ ist. Dies bedeutet, dass die Kosten der Energie, die zur Einsparung von Energie aufgebracht werden müssen (z. B. Energieaufwendung für Produktion, Transport, Einbau, jedoch nicht spätere Demontage und Entsorgung oder Recycling von Dämmstoffen), „innerhalb der üblichen Nutzungsdauer … innerhalb angemessener Frist“ geringer sein müssen. Gleichzeitig rücken Aspekte der Nachhaltigkeit im Bauwesen zunehmend in den Vordergrund. Des Weiteren ist die Gesundheit der Bewohner durch die Verwendung unbedenklicher Baustoffe zu gewährleisten.
Bei der Auswahl der Haustechnik ist die Nutzung von regenerativen Energieträgern und örtlichen, möglichst regenerierbaren Materialvorkommen zu bevorzugen. Zudem sind dezentrale, umweltschonende Ver- und Entsorgungssysteme mit einzubeziehen. Der Bauunterhaltungsaufwand kann durch wartungsarme, klimagerechte und energiegewinnende Baukonzeptionen gesenkt werden.
Die Beauftragung ortsnaher Betriebe und die Schaffung zukünftig flexibel nutzbarer Gebäude wirken sich ebenfalls positiv auf die Umweltbilanz aus.